# Canthon moroni
Canthon moroni är en skalbaggsart som beskrevs av Rivera-cervantes och Halffter 1999. Canthon moroni ingår i släktet Canthon och familjen bladhorningar. Inga underarter finns listade.